# Plaza de Chamberí
La plaza de Chamberí es una plaza de la ciudad de Madrid.

## Descripción e historia
La plaza de Chamberí se encuentra ubicada en el distrito homónimo y en el barrio de Almagro, en la confluencia de la calle de Santa Engracia y del paseo de Eduardo Dato, antiguamente calle del Cisne.
En una buhardilla de la plaza vino al mundo en 1869 Francisco Largo Caballero, en el inmueble que con posterioridad sería sede de la tenencia de alcaldía del distrito; entonces, el nombre oficial era Plaza Vieja.
Fue ajardinada en 1877. El 22 de abril de 1883 se inauguró, proyectado por Francisco de Cubas, el convento de las Siervas de María, cuya madre superiora era Soledad Torres Acosta y que antes de trasladarse a la plaza de Chamberí habían tenido múltiples domicilios en la zona. En octubre de 1919 se inauguró la estación de Chamberí del Metro de Madrid, situada bajo la plaza, que quedó en desuso en 1966 y que sería recuperada como museo en 2008. En 1985 la plaza experimentó una reforma concebida por Arturo Ordozgoiti que incluyó unas arquerías y unos muretes, derribados en 1994. En la plaza se encuentra también la sede de la Junta Municipal del distrito de Chamberí.